# Szürke luc

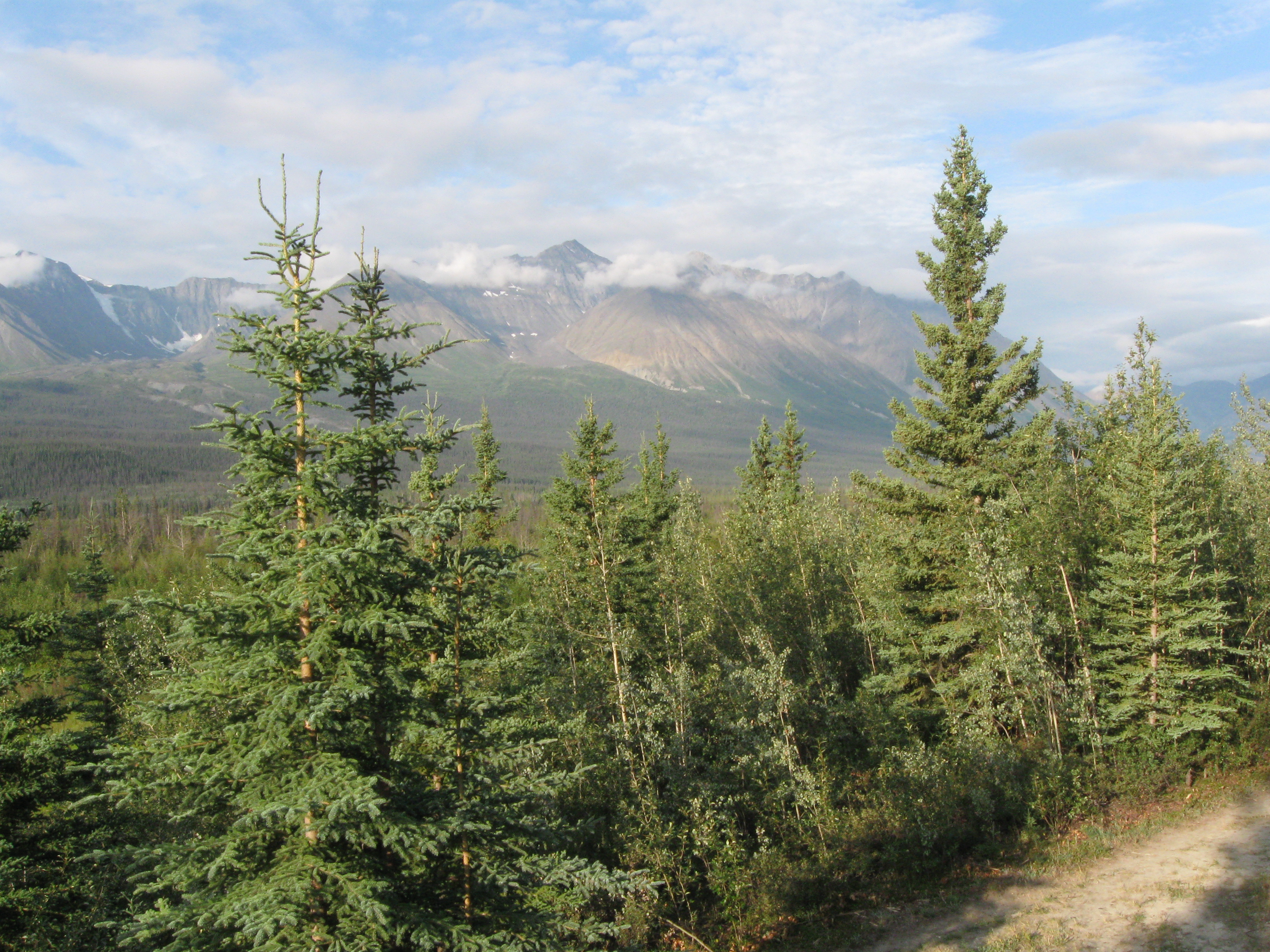
Fiatal fák (Kanada, Yukon, Haines Junction)

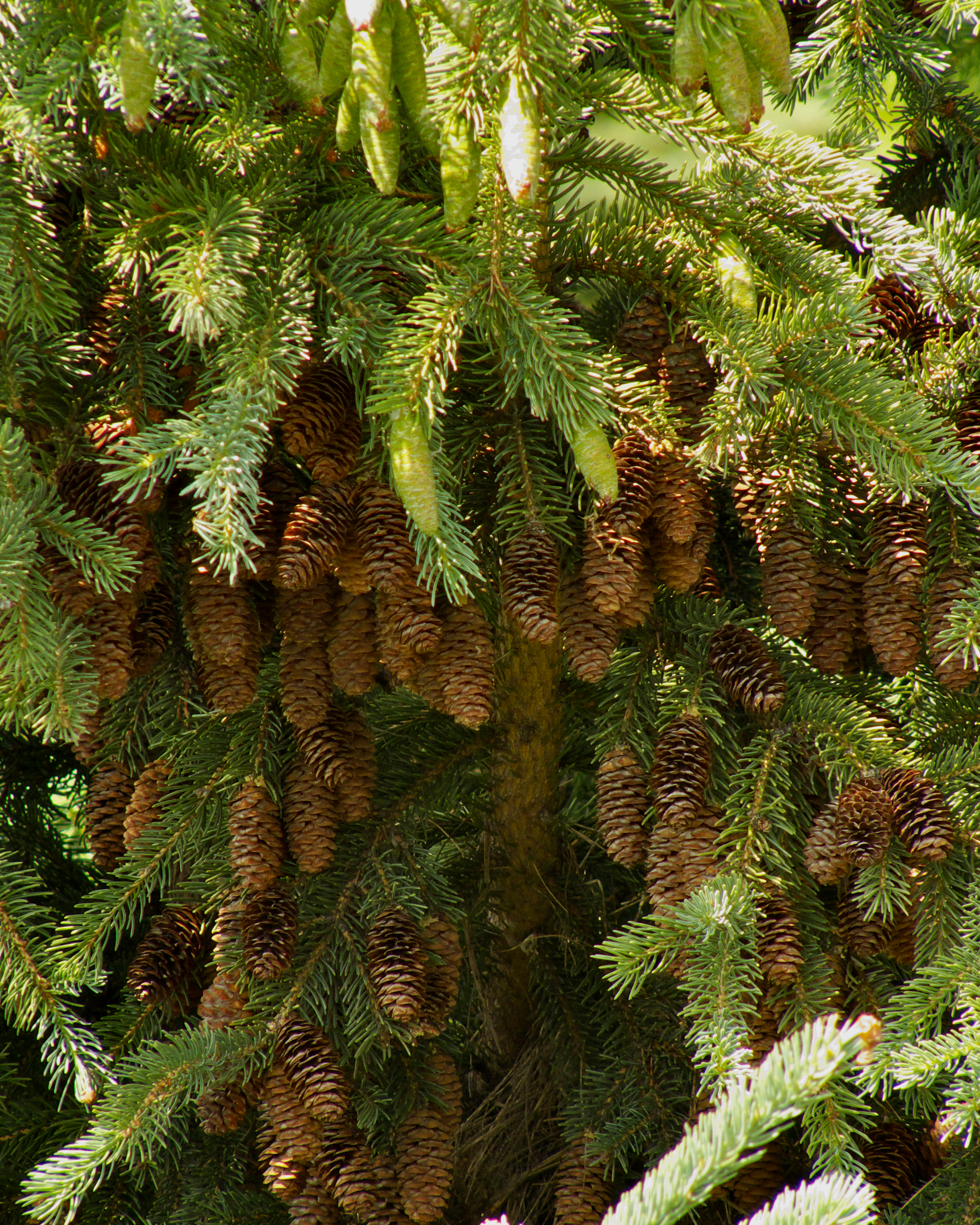
Hajtásai és érett, lecsüngő tobozai

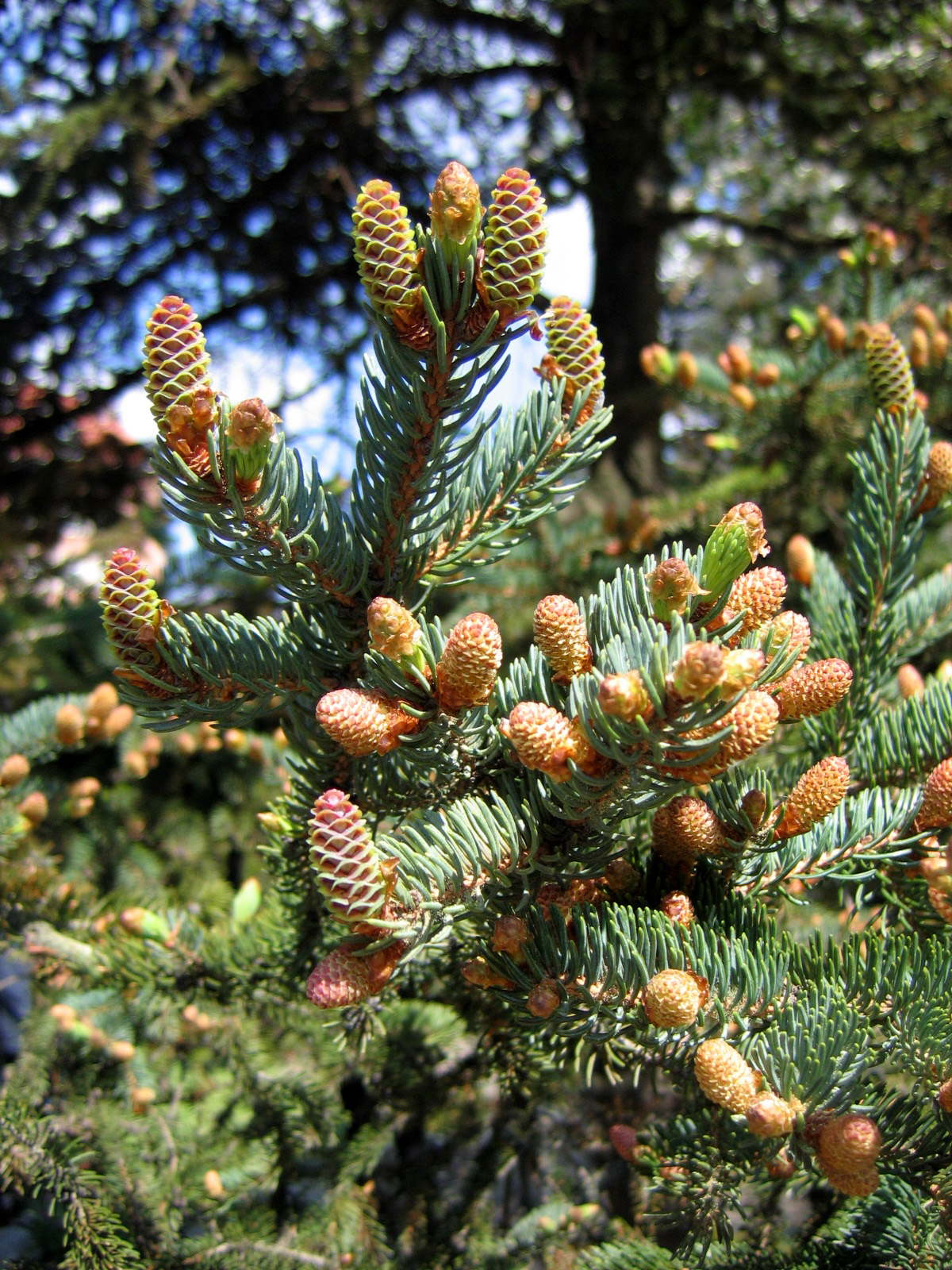
Fiatal, felálló tobozai

A szürke luc (kanadai szürke luc, Picea glauca) a fenyőfélék (Pinaceae) családjában a lucfenyő nemzetség egyik faja.

## Származása, elterjedése
Észak-Amerika északi részén nagy, összefüggő területen nő északon Labradortól Alaszkáig, délen New England, Minnesota, Dél-Dakota, Wyoming, Montana és British Columbia államokig — ezzel a kontinens  legelterjedtebb fenyője.
Magyarországon nagyon ritka; egy szép példánya látható a vácrátóti botanikus kertben.

## Megjelenése, felépítése
20–30 méter magasra növő, emelkedő ágú fa. Tompa, világosbarna, nem gyantás, 6 mm hosszú rügyei tojás alakúak. Pikkelyeik kopaszak, lazán simulnak; a csúcsnál lekerekítettek és felhasadtak. Kérge szürke–vörösesszürke, durván pikkelyes. 
Lecsüngő hajtásai kopaszok, barnák vagy világosbarnák, gyakran kissé hamvasak. A hajtástengelyek fénylő rózsaszínes-fehéresek, gyakran csupaszok. Lombja fakó világosszürke. 8–18 mm hosszú, hegyes, meglehetősen merev, enyhén görbe, matt kékeszöld vagy fehéresszürke, négyszögletű tűlevelei sugárirányban, elég sűrűn állnak. Színükön egyenként 2-3, fonákjukon 3-4 sor gázcserenyílás található. Szétdörzsölve erős illatot árasztanak.
3,5–5 cm hosszú, éretten világosbarna tobozai hengeresek vagy tojásdadok. Papírvékony pikkelyeik hajlékonyak, gyűrötten kerekek, lekerekítettek, ép szélűek.

## Életmódja, termőhelye

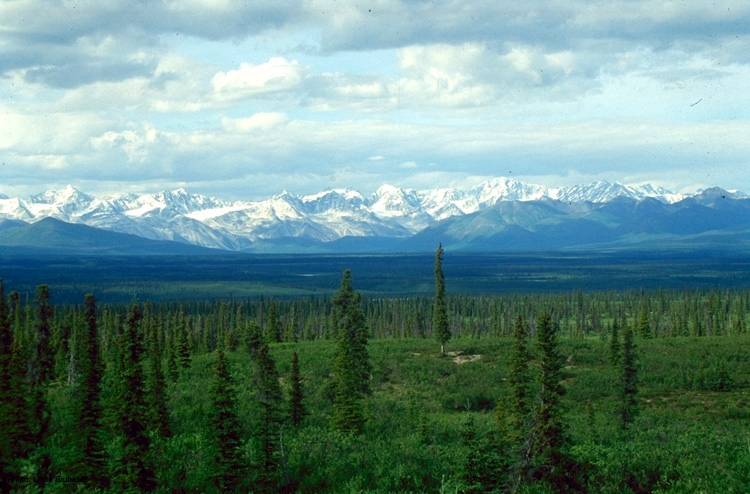
Szürke lucos tajga Alaszkában

Az észak-amerikai tajga egyik legfontosabb erdőalkotó faja. Mivel hűvös, nedves, párás helyeken érzi jól magát, a Kárpát-medence éghajlata kicsit száraz neki. Szinte bármilyen talajon megél.
A sziklás-hegységi szürke luccal (Picea engelmannii) szabadon hibridizál. Ennek terméke a P. glauca var. albertiana változat Montana és Alberta államokban (IUCN).

## Alfajok, változatok

### Természetes változatok
- Picea glauca var. albertiana
- Picea glauca var. glauca
- Picea glauca var. porsildii[2]

### Kertészeti változatok
- Picea glauca 'Conica' (Picea glauca var. albertiana 'Conica') — a közismert cukorsüvegfenyő (süvegfenyő, kúposfenyő). Kanadában természetesen létrejött alak, amit 1904-ben fedeztek fel. Fiatal korában igen lassan (évi 7–10 cm-t) nő, és a források többsége (NYME, Czáka) szerint 50 éves korában is csak 3–4 m magas, de vannak,[3] akik szerint ekkorra a 30 m-t is elérheti. Szabályos, szigorúan kúp alakú cserje, nagyon sűrűn növő, nagyon apró, hajlékony, a barázdáknál enyhén szőrös hajtásokkal. Vékony, 10 mm hosszú, halvány kékeszöld tűlevelei sugárirányban szétállnak. Főleg sziklakertekben, sírokon mutatós.
- Picea glauca 'Alberta Globe' — a Picea glauca 'Conina' Hollandiában létrejött mutációja. 1967 óta ismert. Többé-kevésbé gömbölyű, lassan növő fajta; átmérője 0,5-1 métert érhet el. Vékony, zöld tűlevelei 6–9 mm hosszúak.
- Picea glauca 'Coerulea' — Tömzsi kúp alakú cserje. Feltűnő zöldeskék vagy ezüstszürke, rövid tűlevelei sűrűn nőnek.
- Picea glauca 'Conica' — Törpe növésű fajta; „cukorsüveg-fenyőnek” is nevezik. Szabályos kúp alakú és mivel nagyon lassan nő, tömött koronájú. Legfeljebb 1–2 m magasra nő meg. Lombja világoszöld; a tűző napon szürkészöld. A párás, félárnyékos helyeket kedveli. A takácsatka erősen fertőzi; hatására a fenyő lombja megsárgul, majd lehull (ezt gyakorta tévesen fagykárnak vélik).[4]
- Picea glauca Echiniformis
- Picea glauca 'Jean's Dilly'
- Picea glauca 'Lauria' — A 'Conica' fajta még törpébb és még lassabban növő mutánsa.[5]
- Picea glauca 'Pendula'
- Picea glauca 'Pixie'
- Picea glauca 'Rainbow's End'

## Felhasználása
Fája a többi lucfajéhoz hasonló minőségű. Dísznövénynek az alapfajt ritkán ültetik; a kertészeti változatok közül a legnépszerűbb a 'Conica'.
Dániában mezővédő erdősávokba ültetik (Johnson).

## Kártevői
A legtöbb luchoz hasonlóan fő ellensége a lucfenyő-gubacstetű (Adelges abietis) , de az optimálisnál szárazabb éghajlaton (mint például a Kárpát-medencében) takácsatkák is károsítják.